# 1655
Het jaar 1655 is het 55e jaar in de 17e eeuw volgens de christelijke jaartelling.

## Gebeurtenissen
maart
- 25 - Christiaan Huygens ontdekt Titan, de grootste maan van Saturnus.

april
- 26 - Ernst Casimir van Nassau-Weilburg wordt opgevolgd door zijn zoon Frederik.

mei
- 6 - Een groot deel van de stad Delden 120 gebouwen, vooral huizen, maar ook het stadhuis, het gasthuis en een armenhuis - branden daags voor Hemelvaartsdag af. Kerk en pastorie blijven gespaard.
- 10 - Een Engelse vloot, zojuist bij Santo Domingo verslagen door de Spanjaarden, bezet het fort van Jamaica en eist het eiland op.

juli
- 29 - In Amsterdam wordt het stadhuis op de Dam in gebruik genomen. Er is 7 jaar aan gebouwd.

augustus
- augustus - De gouverneur van Nieuw-Nederland Peter Stuyvesant, verovert de kolonie Nieuw Zweden.

september
- 15 - Perzikoorlog tussen de Susquehannock en Nieuw-Nederlandse nederzettingen.
- 28 - In Amsterdam wordt op het nieuw aangeplempte eiland Kattenburg de eerste steen gelegd voor 's Lands Zeemagazijn. De Admiraliteit van Amsterdam heeft in ruil voor dit nieuwe terrein haar gronden op Uilenburg en Rapenburg afgestaan aan de stad.

oktober
- 9 - Op hun zegetocht door Polen veroveren de Zweden de stad Krakau.

november
- 9 - Plotselinge dood, op tournee in Florence, van de olifant Hansken.

december
- 4 tot 14 - De Conferentie van White Hall is een hoorzitting door Cromwell over een petitie van de Amsterdamse rabbijn Menasse Ben Israel. Die heeft gevraagd om intrekking van het vestigingsverbod voor joden in Engeland uit 1290. De juristen van de regering stellen vast, dat daarvoor geen wettelijke belemmering bestaat.
- 23 - Ex-koningin Christina van Zweden houdt haar triomfale intocht in Rome.
- 27 - De monniken van Jasna Góra slagen er succesvol in om het belegerende Zweedse leger te verslaan.

zonder datum
- Raadspensionaris Johan de Witt en de Friese stadhouder Willem Frederik komen tot een vergelijk. Willem Frederik mag opperbevelhebber van het leger worden, maar hij moet ophouden zich luitenant-stadhouder van Overijssel te noemen. Daarmee erkent hij in feite de Akte van Seclusie van Willem III.
- Veendam gesticht.

## Muziek
- Jean-Baptiste Lully componeert het ballet Les plaisirs
- Giovanni Legrenzi componeert de Sonata a due, e tre, Opus 2

## Beeldende kunst

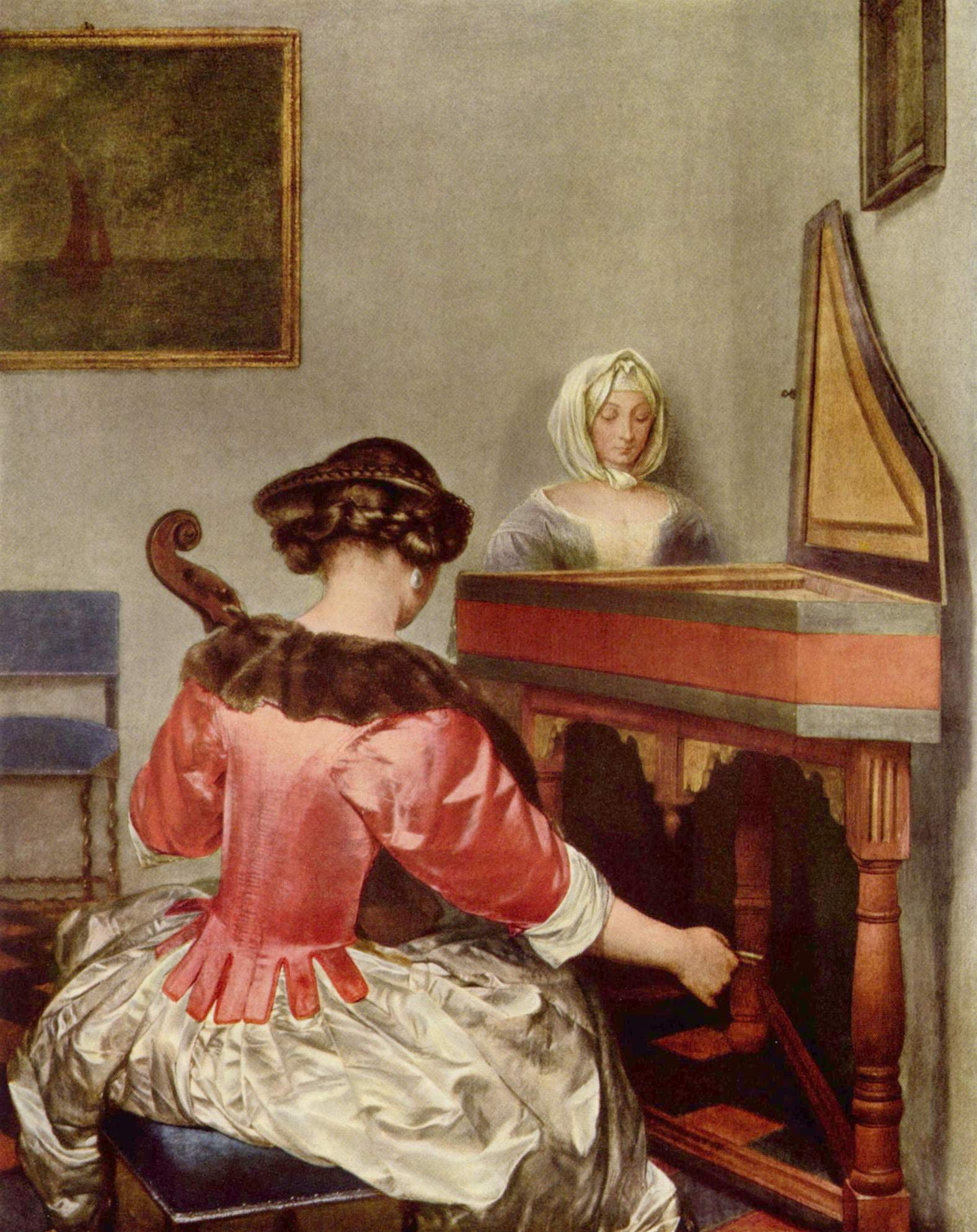
Het concert (1655) Gerard ter Borch (II), Gemäldegalerie, Berlijn
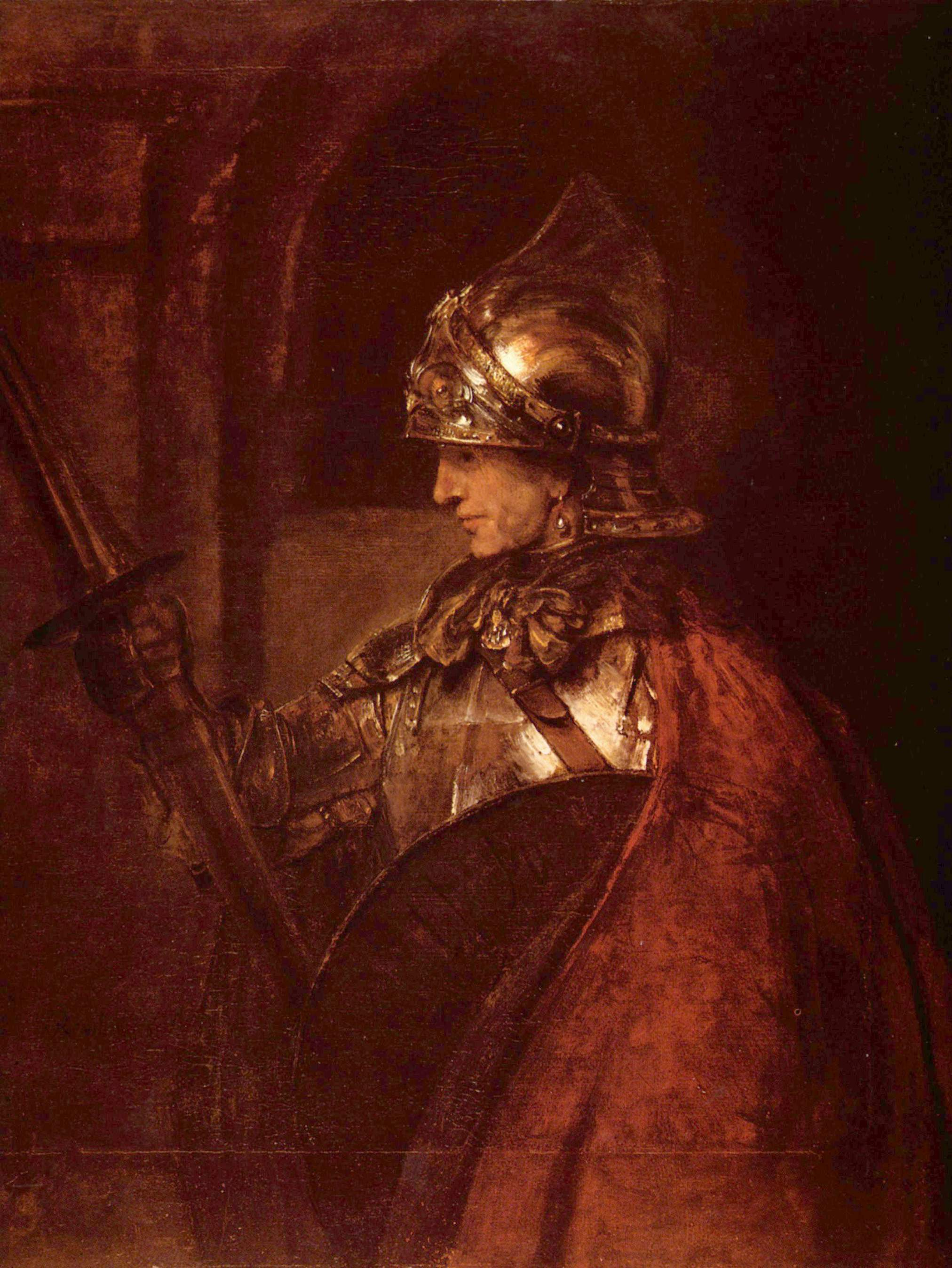
Man in wapenuitrusting (1655) Rembrandt van Rijn

## Bouwkunst

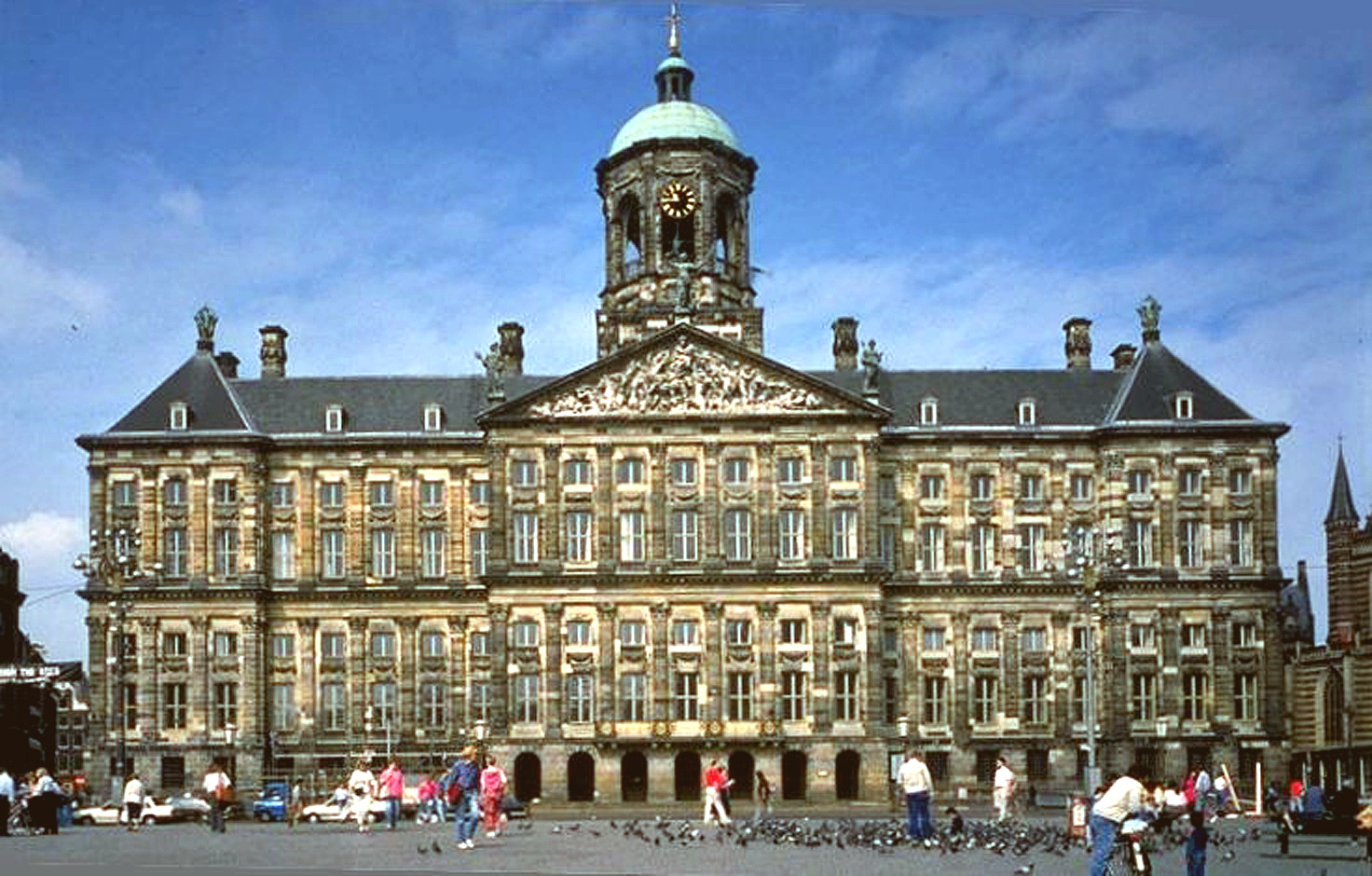
Paleis op de Dam (1655) Jacob van Campen
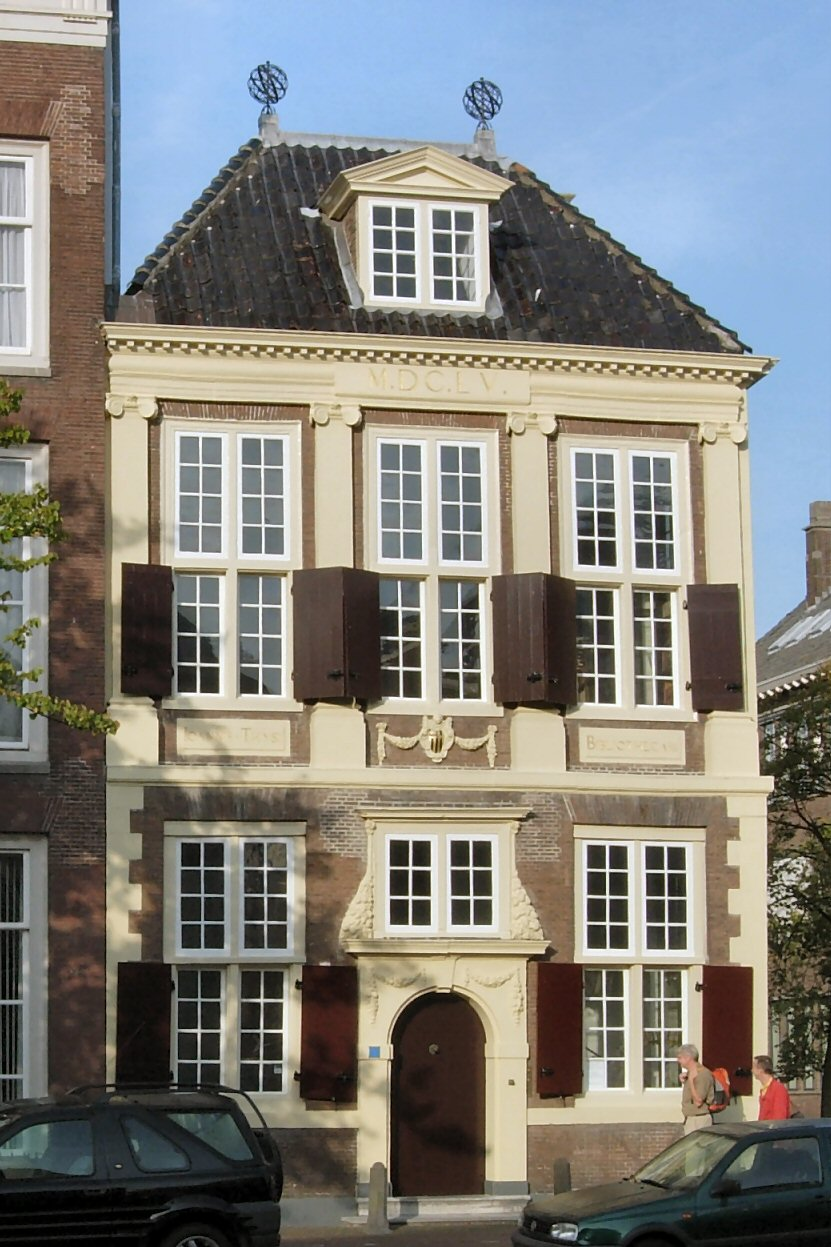
Bibliotheca Thysiana, Leiden (1655) Arent van 's-Gravesande
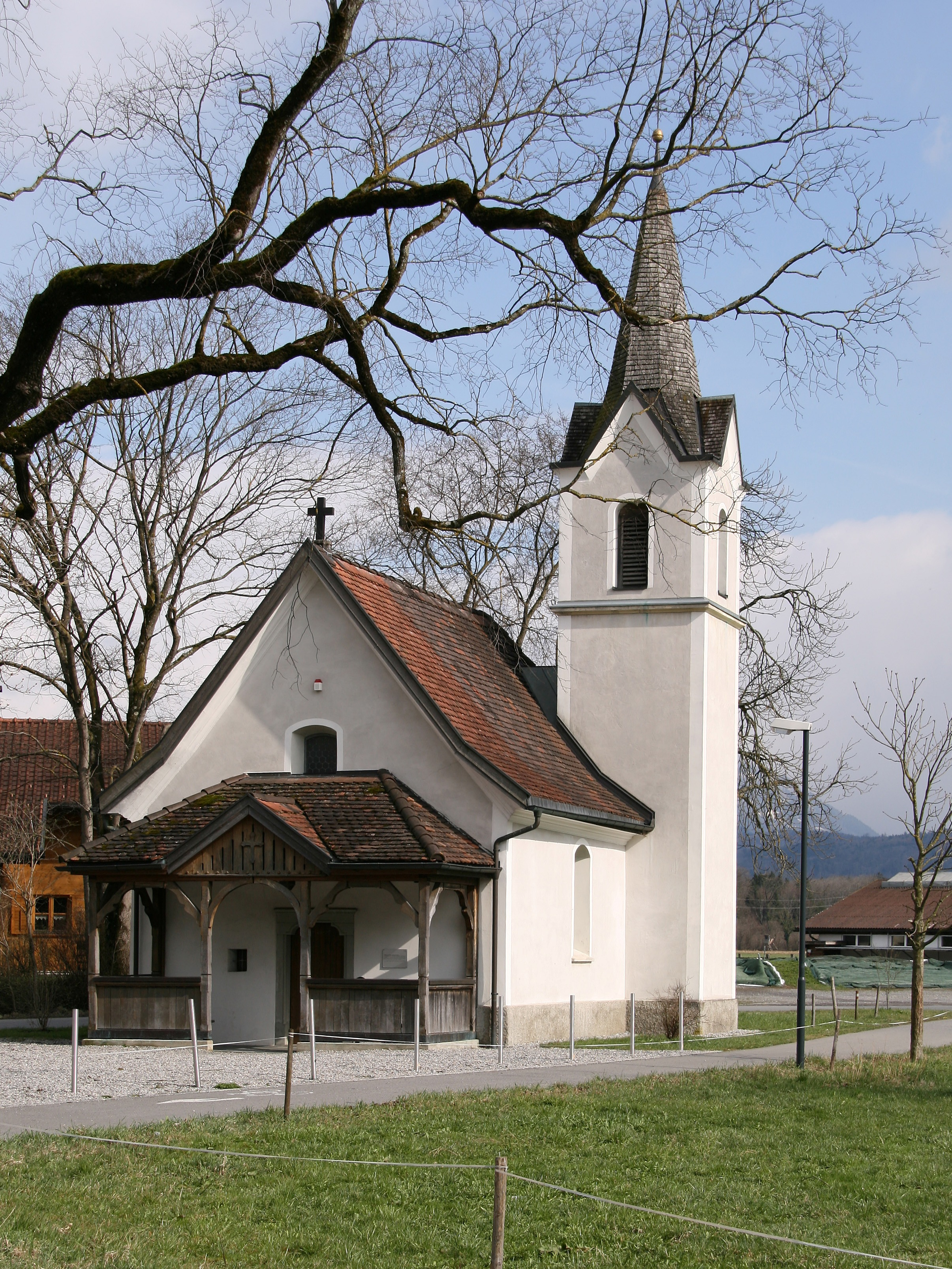
H. Sebastian kapel Bangs, Vorarlberg (1655)

## Geboren
januari
- 1 - Christian Thomasius, Duits jurist en filosoof (overleden 1728)

november
- 24 - Karel XI van Zweden, koning van Zweden (overleden 1697)

mei
- 4 - Bartolomeo Cristofori, Italiaans muziekinstrumentenbouwer.

## Overleden
januari
- 7 - Paus Innocentius X (80), paus van 1644 tot 1655

februari
- 21 - Johan van Sleeswijk-Holstein-Gottorp

april
- 26 - Ernst Casimir van Nassau-Weilburg (47), graaf van Nassau-Weilburg

oktober
- 24 oktober - Pierre Gassendi (63), Frans filosoof en wiskundige
- Nicolaus Knüpfer (46), kunstschilder